# Leo Eysoldt
Leo Eysoldt (* 10. November 1891 in Aachen; † 3. April 1967 in Nürnberg) war ein deutscher Pianist, Dirigent, Komponist und Arrangeur im Bereich der Unterhaltungsmusik.

## Leben
Er war der Sohn des Schauspielerpaares Gertrud Eysoldt und Max Martersteig. Sein Halbbruder war der Schauspieler und Drehbuchautor Peter Berneis. 1929 heiratete er in Köln die Sängerin Maria Dahmen (1903–1979) aus Euskirchen. Die Ehe wurde später geschieden.
Eysoldt leitete in Köln im „Café Germania“ ein 20-köpfiges Salonorchester, das zu den besten Unterhaltungsorchestern der Stadt gehörte und mit dem er mit 14 Musikern im Jahr 1927 als Orchester für anspruchsvolle Unterhaltungsmusik vom Westdeutschen Rundfunk beim Reichssender Köln engagiert wurde. Zum 1. Mai 1933 trat er der NSDAP (Mitgliedsnummer 2.133.439) und im selben Jahr der SA bei. Das „Leo-Eysoldt-Orchester“ bestand bis 1942, als es im Krieg aufgelöst wurde. Eysoldt wechselte 1949 ohne sein Orchester zum Funkhaus Nürnberg des Bayerischen Rundfunks.

## Kompositionen
- Sunflower (Foxtrott-Intermezzo), 1921
- Affi (Shimmy-Fox), 1922
- Laterna magica
- Der alte Leuchtturm bei der großen Mole (1953)
- Fürst Fitzebutze : Eine lustige Hörspiel-Geschichte in 24 Bildern v. Theo Töller, Musik von Leo Eysoldt

## Diskografie
- Über den Wellen / Küsse im Dunkeln Telefunken 1934
- Es waren zwei Königskinder, Telefunken 1934
- Zigeuner-Sehnsucht, Telefunken 1934
- Geheimnisse der Etsch Telefunken 1934
- Bib et Bob, Telefunken 1934
- Weine nicht / Affi (Shimmy-Fox), Parlophon P 1333 Z
- Affi (Shimmy-Fox) / Nachtfalter (Strauß), Grammophon 19068
- Puppenparade / Andalouse, Telefunken A 2751
- Das kannst du nicht ahnen / Kornblumenblau (Berbuer), Telefunken M 6574 / Telefunken 10805
- Das kannst du nicht ahnen (Berbuer) / Die hinger de Gadinge stonn un spingse (Jussenhoven), Telefunken M 6524
- Laterna magica Marsch, Gloria GO 27198